# Kościół Pokoju w Poczdamie

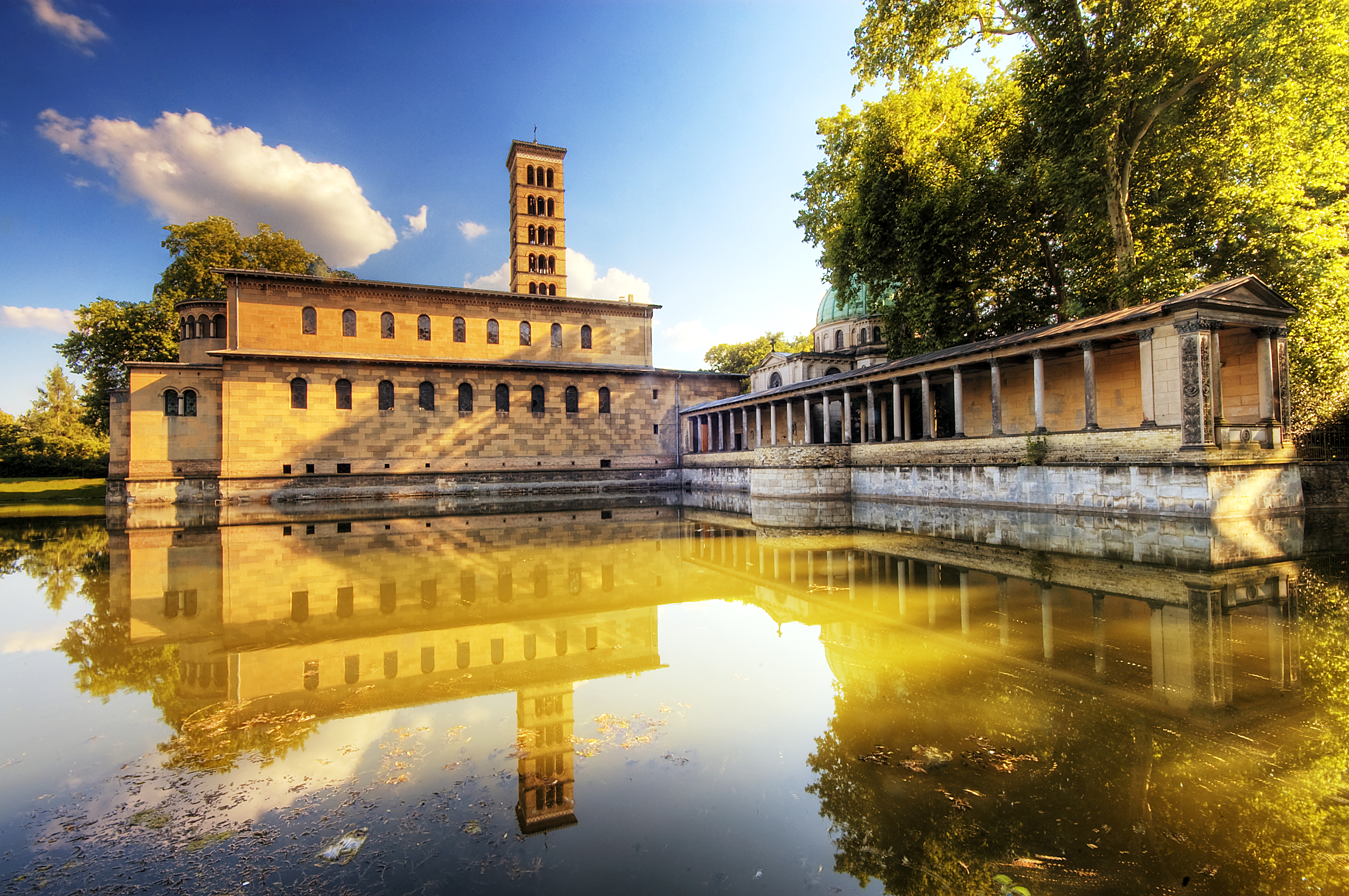
Kościół Pokoju w Poczdamie

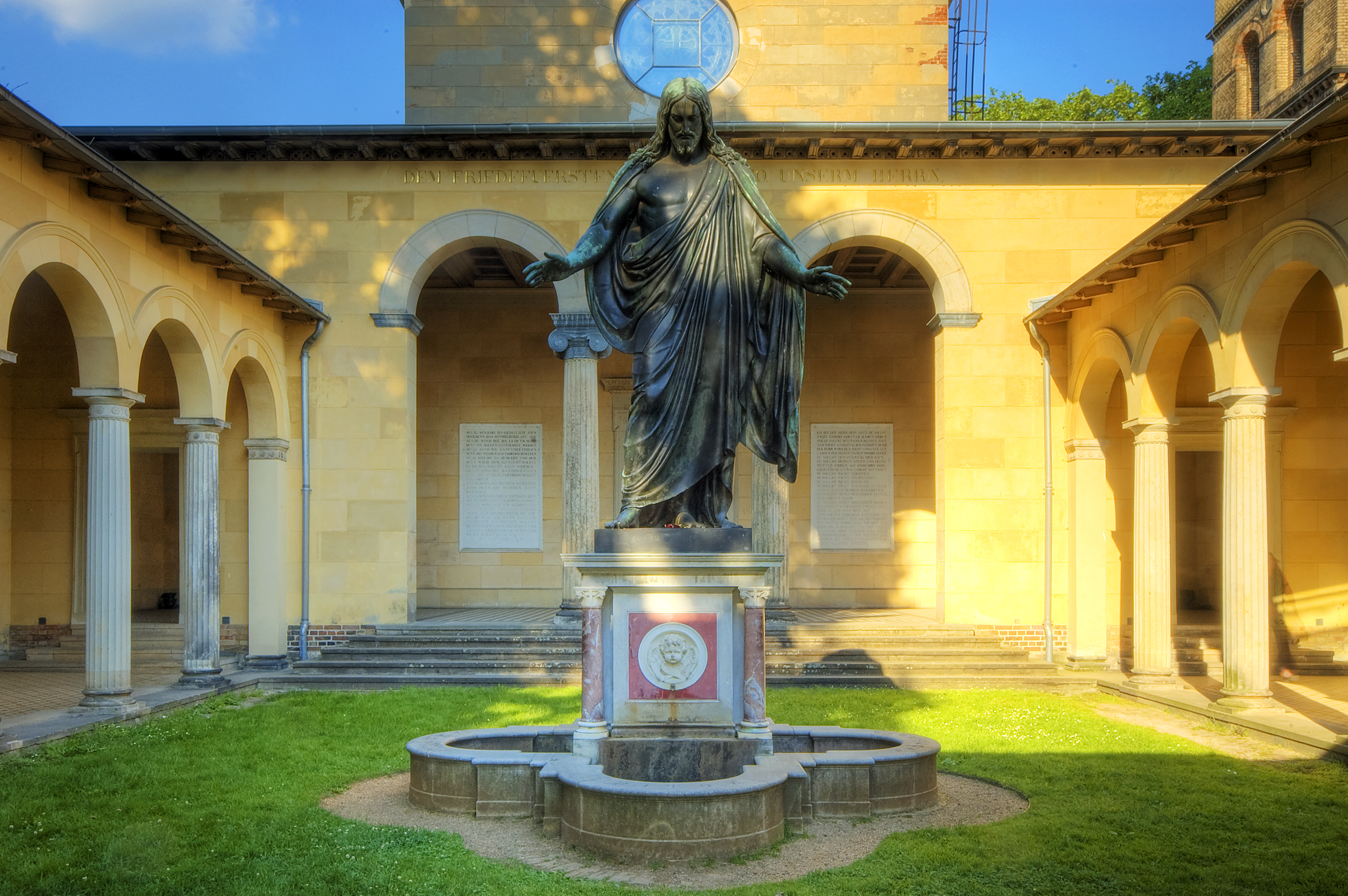
Kościół Pokoju w Poczdamie

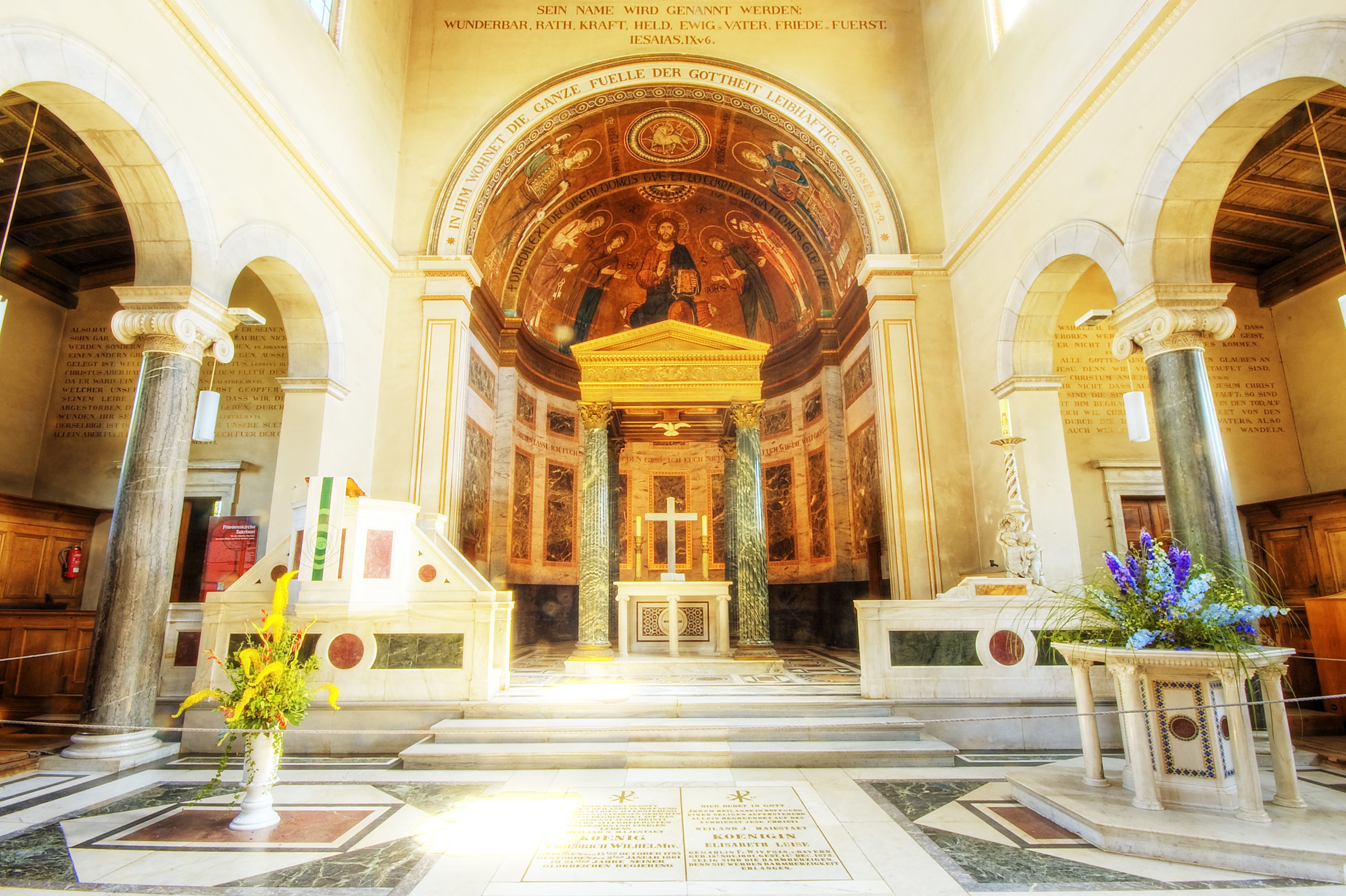
Kościół Pokoju w Poczdamie

Kościół Pokoju w Poczdamie (niem. Friedenskirche) – kościół ewangelicki w parku Sanssouci w Poczdamie. Zaprojektowany w połowie XIX wieku na podstawie wskazówek króla Fryderyka Wilhelma IV przez Ludwiga Persiusa w stylu arkadowym. Miejsce pochówku członków rodu Hohenzollernów.

## Historia
Kościół powstał we wschodniej części parku Sanssouci, przy ogrodzie Marly, nieopodal głównego wejścia do parku – Grünes Gitter. Projekt kompleksu sakralnego w stylu arkadowym naśladującego północnowłoską architekturę klasztorną sporządził na podstawie wskazówek Fryderyka Wilhelma IV nadworny architekt Ludwig Persius. Budynek wzorowany był na wyidealizowanym wczesnochrześcijańskim przedstawieniu miedziorytowym bazyliki św. Klemensa w Rzymie.
Po śmierci Persiusa w 1845 roku, prace architektoniczne kontynuował Friedrich August Stüler. 14 kwietnia 1845 roku położono kamień węgielny. Budowę nadzorowali Ferdinand von Arnim i Ludwig Ferdinand Hesse. Kościół został poświęcony 24 września 1848 roku.

## Architektura
Kościół ma formę wczesnochrześcijańskiej trójnawowej bazyliki kolumnowej bez transeptu. Nawa główna o wysokości 13,5 m góruje nad węższymi nawami bocznymi.
Budynki otaczające świątynię wzniesiono na wzór zabudowań klasztornych. Wzdłuż ściany zachodniej rozciąga się otwarty przedsionek (narteks), który sąsiaduje z dziedzińcem wewnętrznym (atrium). Na dziedzińcu znajduje się fontanna, obok której stoi figura Chrystusa naturalnej wielkości, będąca kopią marmurowego oryginału z 1821 roku dłuta Bertela Thorvaldsena z kościoła mariackiego w Kopenhadze. Na krawędzi fontanny widnieje grecki napis, który w tłumaczeniu na język polski brzmi:

Oczyść się tu z grzechów, zamiast umyć tylko lico.

Wokół dziedzińca biegną krużganki.
Ponadto na terenie przykościelnym znajdują się domy mieszkalne, budynki wartowni, szkoły i plebanii.
Obok kościoła wznosi się na wysokość 42 m kampanila, zbudowana na wzór wieży przy bazylice Santa Maria in Cosmedin w Rzymie. Po stronie wschodniej znajduje się aedicula, w której umieszczono fresk autorstwa Eduarda Steinbrücka przedstawiający Jezusa w ogrodzie Getsemani. Wieża posiada siedem otwartych pięter. Na trzecim piętrze, powyżej zegara, znajdują się cztery dzwony: Gracja, Klementyna, Pokój i Gloria, które dwukrotnie uniknęły przetopienia na broń w 1917 oraz w 1945.
Na południu, jako przedłużenie kampanili stoi dawny dom gościnny – Kavalierhaus.

## Wnętrza
Na życzenie Fryderyka Wilhelma IV kościół otrzymał płaski sufit kasetonowy, wzorowany na wczesnochrześcijańskich budowlach sakralnych powstałych na bazie hal targowych i sal sądowych. W kasetonach znalazły się malowidła złotych gwiazd na niebieskim tle.
Apsydę zdobi oryginalna wenecka mozaika z XIII w. przeniesiona z przeznaczonego do rozbiórki XII w. kościoła św. Cypriana na wyspie Murano niedaleko Wenecji. Mozaika została zakupiona przez Fryderyka za 385 talarów na aukcji w 1838 i przetransportowana drogą wodną do Poczdamu.
Mozaika przedstawia Chrystusa pantokratora, siedzącego na tronie z otwartym Pismem Świętym w lewej dłoni i uniesioną prawą dłonią w geście błogosławieństwa. Obok Chrystusa stoją Maria z Nazaretu oraz Jan Chrzciciel. Nieco dalej ukazane są postaci św. Piotra oraz patrona kościoła z Murano, męczennika św. Cypriana. Duch Święty przedstawiony jest jako gołębica siedząca na szczycie półkuli. Widoczne są też postaci archaniołów Rafaela i Michała. Nad ich głowami umieszczono wizerunek baranka – symbol Chrystusa. Na łuku apsydy widnieje biblijna inskrypcja łacińska (Księga Psalmów, 26,8), która w tłumaczeniu na jęz. polski brzmi:

Panie, miłuję dom, w którym mieszkasz,
i miejsce, gdzie przebywa Twoja chwała

Wyposażenie liturgiczne odpowiada wzorcom wczesnochrześcijańskim. Ołtarz, kazalnica, pulpit i chrzcielnica wykonane są z marmuru. Nad ołtarzem wznosi się cyborium wsparte na czterech ciemnozielonych kolumnach z syberyjskiego jaspisu. Cyborium jest podarunkiem cara Rosji Mikołaja I dla szwagra Fryderyka. W kościele Pokoju zostało zainstalowane w 1842. Ponadto obok ołtarza znajduje się świecznik paschalny wykonany przez bremeńskiego rzeźbiarza Carla Steinhäusera w 1859.
Na przedłużeniu prawej nawy bocznej znajduje się dawna kaplica chrzcielna, a po stronie przeciwnej, w nawie lewej, zakrystia. Po śmierci Fryderyka Wilhelma IV zakrystia stała się tymczasowym miejscem spoczynku zmarłych rodziny Hohenzollernów: synów cesarza Fryderyka III i jego żony Wiktorii: Zygmunta (1864–1866) i Waldemara (1868–1879) oraz Joachima (1890–1920), najmłodszego syna ostatniego cesarza niemieckiego i króla Prus Wilhelma II.
Krypta królewska znajduje się przed ołtarzem, przed budową mauzoleum zostali tu pochowani: Fryderyk Wilhelm IV (zm. 1861) z żoną Elżbietą Ludwiką (zm. 1873). Na ich sarkofagach z cyny angielskiej widnieje napis:

Tu spoczywają z Bogiem, swoim zbawcą, w nadziei dusz zmartwychwstania i miłosiernego sądu, przez Jezusa Chrystusa, Najświętszego Odkupiciela i Jedynego Życia.

## Mauzoleum cesarza Fryderyka

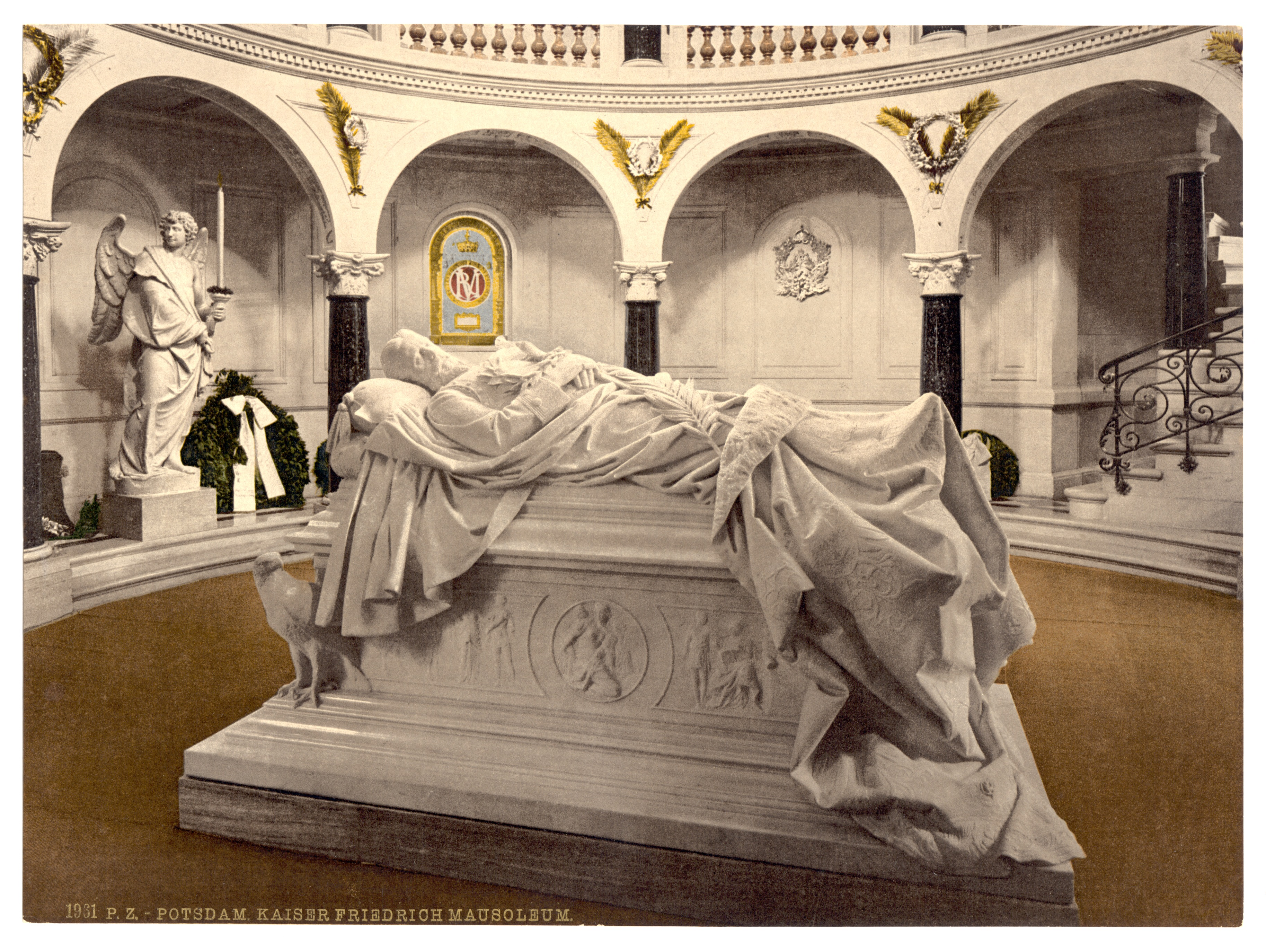
Mauzoleum, wnętrze około 1900 roku

W latach 1888–1890 po stronie północnej kościoła wybudowano mauzoleum. Plany budowli opracował Julius Carl Raschdorff, architekt katedry berlińskiej. Projekt mauzoleum wzorowany był na kaplicy św. Grobu w Innichen w Tyrolu Południowym.
Mauzoleum ma formę rotundy przykrytej kopułą, do której przylega kwadratowy aneks z ołtarzem.
Wnętrze obiega galeria wsparta na czarnych kolumnach. Kopułę wypełnia błyszcząca złotem mozaika przedstawiająca anioły i drzewa palmowe. Pośrodku rotundy stoją marmurowe sarkofagi cesarza Fryderyka III i jego żony Wiktorii. Rzeźby nagrobne wykonał Reinhold Begas. W aneksie natomiast znajdują się sarkofagi synów pary cesarskiej: Zygmunta i Waldemara, przeniesione z zakrystii kościoła w 1892 roku.
Od 1991 roku przy schodach prowadzących do ołtarza stoi sarkofag króla Fryderyka Wilhelma I, który początkowo spoczywał wraz z synem Fryderykiem II Wielkim w kościele garnizonowym w Poczdamie, zniszczonym podczas II wojny światowej. W 1945 roku sarkofagi ewakuowano. Do 1953 roku stały w kościele św. Elżbiety w Marburgu (Hesja), później do 1991 roku znajdowały się na zamku Hohenzollern koło Hechingen (Badenia-Wirtembergia). Pomimo ewakuacji oryginalny sarkofag z czarnego marmuru został zniszczony – w mauzoleum znajduje się kopia.
W krypcie kościoła Pokoju oraz w mauzoleum spoczywają:
- Fryderyk Wilhelm I, król Prus (ur. 14 sierpnia 1688, zm. 31 maja 1740)
- Fryderyk Wilhelm IV, król Prus (ur. 15 października 1795, zm. 2 stycznia 1861)
- Elżbieta Ludwika Wittelsbach (ur. 13 listopada 1801, zm. 14 grudnia 1873), królowa Prus, żona Fryderyka Wilhelma IV
- Fryderyk III Hohenzollern, cesarz niemiecki i król Prus (ur. 18 października 1831, zm. 15 czerwca 1888)
- Wiktoria Koburg (ur. 21 listopada 1840, zm. 5 sierpnia 1901), cesarzowa Niemiec, żona Fryderyka III
- książę Zygmunt (ur. 15 września 1864, zm. 19 czerwca 1866), syn cesarza Fryderyka III
- książę Waldemar (ur. 10 lutego 1868, zm. 27 marca 1879), syn cesarza Fryderyka III

## Portal Heilsbronn

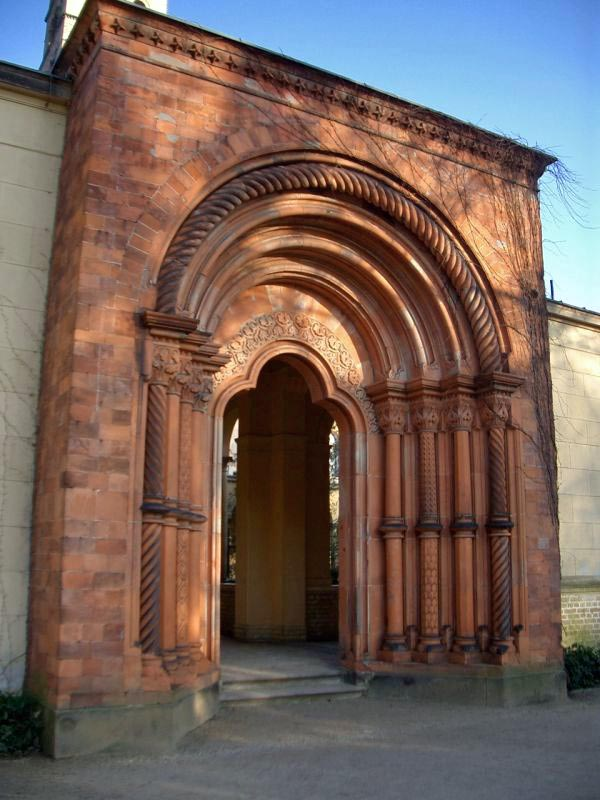
Portal Heilsbronn

W południowej części krużganków znajduje się ostatnie dzieło rzeźbiarza Christiana Daniela Raucha – grupa figuralna przedstawiająca Mojżesza w modlitwie, podtrzymywanego przez arcykapłanów Aarona i Chura.
Po stronie północnej krużganków znajduje się portal Heilsbronn, wejście do ogrodu Marly. Portal jest kopią romańskiego portalu w dawnym refektarzu w klasztorze Heilsbronn w Środkowej Frankonii. Architekt Ludwig Ferdinand Hesse zachwycił się portalem w czasie swojego pobytu w Heilsbronn w 1828 roku. Po powrocie do Berlina zlecił budowę kopii portalu z czerwonej terakoty fabrykantowi Tobiasowi Feilnerowi. Jednak Fryderyk Wilhelm IV odrzucił projekt Hessego. Portal powstał dwa lata po śmierci króla. Oryginał z klasztoru Heilsbronn przeniesiono w 1884 roku do Niemieckiego Muzeum Narodowego (niem. Germanische Nationalmuseum) w Norymberdze, gdzie został praktycznie całkowicie zniszczony w czasie działań wojennych w 1945 roku.

## Park
Na teren parku wokół kościoła prowadzą dwa wejścia: niska brama boczna w pobliżu Grünes Gitter oraz Brama Trzech Króli, dziś już nieużywana, we wschodniej części parku w pobliżu wejścia przy obelisku. Druga brama została zaprojektowana w 1851 roku przez Ludwiga Ferdynanda Hessego. Zdobią ją figury trzech króli: Dawida, Salomona i Karola Wielkiego.
Na wschodzie znajduje się ogród pokoju (niem. Friedensgarten) ze sztucznym stawem (niem. Friedensteich) otaczającym budynki kościelne od północy i wschodu. Na zachodzie zaś rozciąga się 3 hektarowy ogród kuchenny Marly.